# Myosurus sessilis
Myosurus sessilis is een zeldzame eenjarige plant uit de ranonkelfamilie (Ranunculaceae) die voorkomt in Noord-Amerika en in het Middellandse Zeegebied.

## Naamgeving enetymologie
- Synoniemen: Myosurus minimus var. sessiliflorus (Huth) G. R. Campbell, Myosurus breviscapus Huth (1893), Myosurus heldreichii H.Lév.
- Frans: Queue-de-souris, Ratoncule
- Engels: Vernal pool mousetail

De botanische naam Myosurus is een samenstelling van Oudgrieks μῦς, mus (muis) en οὐρά, oura (staart), een naam gegeven door de Vlaamse botanicus Rembert Dodoens. De soortaanduiding sessilis is afgeleid van het Latijnse sessus (zittend), naar de stengelloze bloemen.

## Kenmerken
Het is een tot 2,5 cm hogez eenjarig, kruidachtig plant met lijnvormige grondbladeren en stengelloze bloemen zonder schutblaadjes.
De bloemen zijn radiaal symmetrisch. De kleine kelkblaadjes bezitten drie nerven, de kroonblaadjes een gebogen, klauwachtige top die even lang is als het blaadje zelf. Het hoofdje met de vruchtbeginsels is tot 2,5 cm lang en voelt ruw aan door de gesnavelde nootjes.
De plant bloeit van maart tot mei.

## Habitaten verspreiding
M. sessilis groeit in tijdelijke poelen en in vochtige laagtes op basische bodem, vooral in vegetaties van de dwergbiezen-klasse (Isoeto-Nanojuncetea). De plant komt voor in Noord-Amerika (Californië, Oregon) en rond de Middellandse Zee (Zuid-Frankrijk, Algerije).
... · Myosurus minimus (Muizenstaart) · Myosurus sessilis · ...